# Volta a Castella i Lleó 2006
La Volta a Castella i Lleó 2006 va ser la 21a edició d'aquesta cursa ciclista que transcorre per Castella i Lleó. Es va disputar entre el 20 al 14 de març de 2006, sobre un total de 643,2 km, repartits entre cinc etapes.

## Classificacions finals

### Classificació general
|    | Ciclista             | Equip                              | Temps       |
| -- | -------------------- | ---------------------------------- | ----------- |
| 1  | Aleksandr Vinokurov  | Liberty Seguros-Würth              | 16h 35' 12" |
| 2  | Luis León Sánchez    | Liberty Seguros-Würth              | + 21"       |
| 3  | José Luis Rubiera    | Discovery Channel Pro Cycling Team | + 26"       |
| 4  | Egoi Martínez        | Discovery Channel Pro Cycling Team | + 1'08"     |
| 5  | José Azevedo         | Discovery Channel Pro Cycling Team | + 1'12"     |
| 6  | Michele Scarponi     | Liberty Seguros-Würth              | + 1'21"     |
| 7  | Gustavo César Veloso | Kaiku                              | + 1'24"     |
| 8  | Francisco Pérez      | Caisse d'Epargne-Illes Balears     | + 1'29"     |
| 9  | Janez Brajkovič      | Discovery Channel Pro Cycling Team | m. t.       |
| 10 | Haimar Zubeldia      | Euskaltel-Euskadi                  | + 1'45"     |

### Altres classificacions
- Classificació per punts.  Aleksandr Vinokurov (Liberty Seguros-Würth)
- Classificació de la muntanya.  Manuel Beltran (Discovery Channel)
- Combinada.  Aleksandr Vinokurov (Liberty Seguros-Würth)
- Classificació per equips.  Discovery Channel

## Etapes
| Etapa | Data       | Recorregut                 | Km         | Vencedor d'etapa    | Líder de la general |
| ----- | ---------- | -------------------------- | ---------- | ------------------- | ------------------- |
| 1a    | 20 de març | Valladolid - Valladolid    | 10 km (CRI | Àngel Edo           | Àngel Edo           |
| 2a    | 21 de març | Almenara de Adaja - Olmedo | 157 km     | Iaroslav Popòvitx   | Aleksandr Vinokurov |
| 3a    | 22 de març | Zamora - Salamanca         | 147,6 km   | José Vicente García | Aleksandr Vinokurov |
| 4a    | 23 de març | Àvila - Navacerrada        | 154,4 km   | Marco Fertonani     | Aleksandr Vinokurov |
| 5a    | 24 de març | La Granja - Segòvia        | 162 km     | Aleksandr Vinokurov | Aleksandr Vinokurov |